# Bezaanleder

bezaanleder

Bezaanleder of bezaanleer is dun, zacht leer van schapenhuiden dat is gelooid en niet gespleten. Het wordt toegepast bij het inbinden van  boekbindingen. Deze leersoort wordt ook verwerkt in schoenen. Het is niet geschikt voor zoolleer, maar bezaanleer kan wel worden gebruikt voor de binnenzool.
Het woord bezaan is afkomstig van het Arabische woord bitana, dat 'voering' of 'verborgen zaak' betekent. Via het Spaans (badana), Provencaals (bazana) en het Frans (basane) is het woord in het Nederlands terechtgekomen.

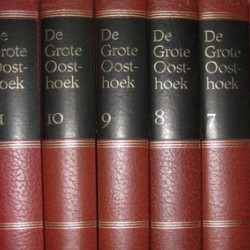
Boekbindingen van bezaanleder